# ستيف ليتل (ملاكم)
ستيف ليتل (بالإنجليزية: Steve Little)‏ مواليد 9 يونيو 1965 في فيلادلفيا، الولايات المتحدة - الوفاة 30 يناير 2000 في بنسيلفانيا، الولايات المتحدة، كان ملاكم أمريكي سابق صنّف ضمن فئة الوزن الثقيل بدأ مسيرته الاحترافية سنة 1983.

## المسيرة الاحترافية
من نزالاته:
- انتصر على خوسيه كويفاس (ملاكم) (1986/03/03).

## إحصائيات
خاض خلال مسيرته 45 نزالا، فاز في 25 وتعادل في 3 وخسر في 17. فاز بالضربة القاضية في 6 نزالا.

## روابط خارجية
- ستيف ليتل على موقع بوكس ريك (الإنجليزية) (registration required)